# Gorgier
Gorgier es una comuna suiza del cantón de Neuchâtel, situada en el distrito de Boudry. Limita al norte con las comunas de Val-de-Travers y Boudry, al este con Bevaix, al oeste con Saint-Aubin-Sauges, y al noroeste con Montalchez y Provence (VD).

## Transportes
Ferrocarril
Cuenta con una estación ferroviaria en la que efectúan parada trenes regionales.